# Záryby
Záryby település Csehországban, a Kelet-prágai járásban. Záryby Brandýs nad Labem-Stará Boleslav, Borek, Křenek, Polerady és Kostelec nad Labem településekkel határos. Lakosainak száma 1140 fő (2024. január 1.).

## Népesség
A település lakosságának változását az alábbi diagram mutatja:
| Lakosok száma | 412  | 461  | 762  | 691  | 698  | 653  | 936  | 1010 | 1046 | 1140 |
|               | 1869 | 1890 | 1921 | 1950 | 1980 | 2001 | 2017 | 2019 | 2022 | 2024 |